# Palazzo della Società Beni Stabili

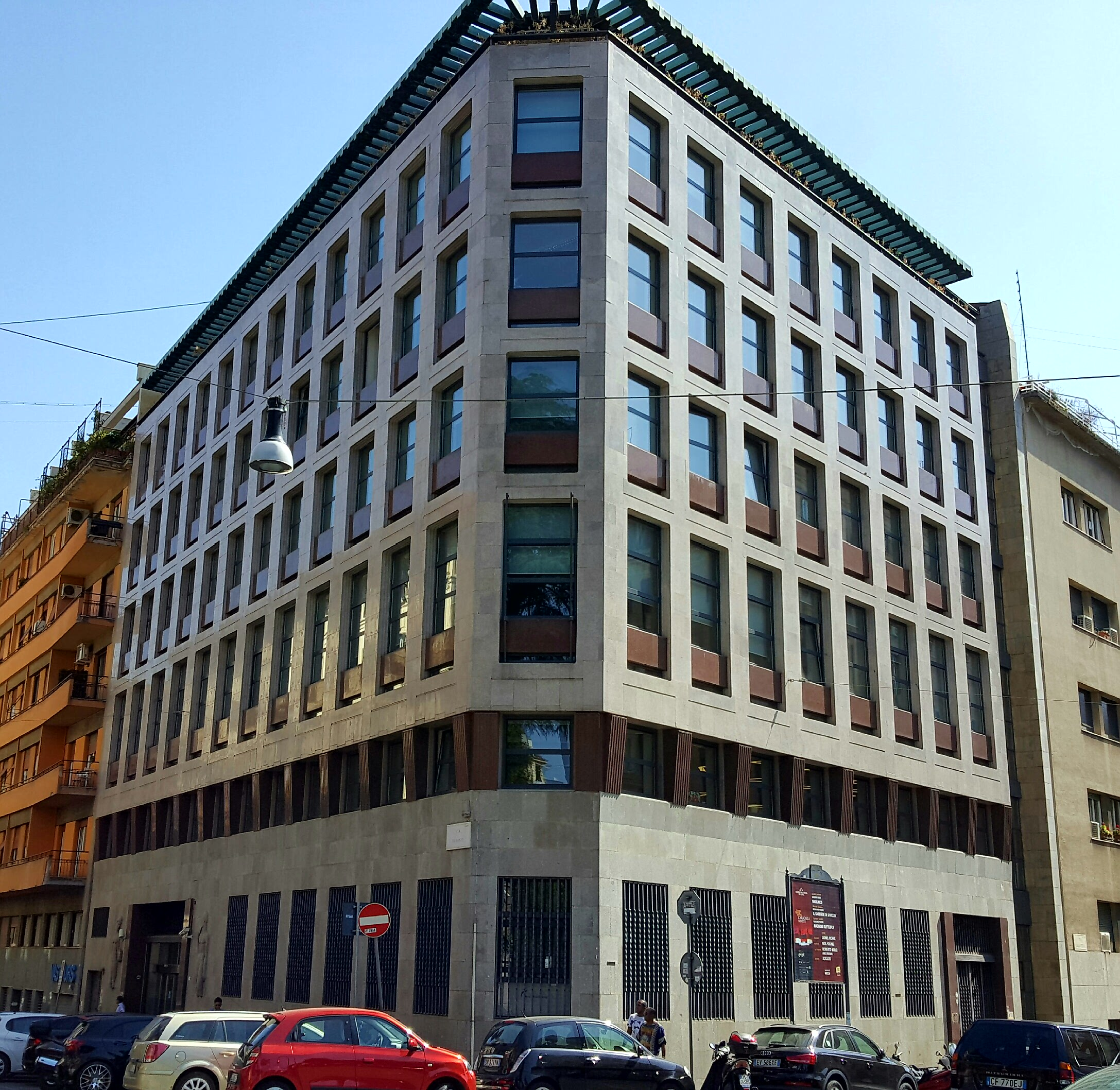
Vista do palácio.

Palazzo della Società Beni Stabili é um palácio localizado na esquina da Via Sallustiana com a Via Piemonte no rione Sallustiano de Roma. De modernista, foi construído em 1957 pelo arquiteto Cesare Pascoletti para abrigar a sede da Beni Stabili.